# Ranunculus procumbens
Ranunculus procumbens är en ranunkelväxtart som beskrevs av Pierre Edmond Boissier. Ranunculus procumbens ingår i släktet ranunkler, och familjen ranunkelväxter. Inga underarter finns listade i Catalogue of Life.